# Kurta (stad)
Kurta (georgiska: ქურთა) är en ort i Sydossetien, som av den övervägande delen av världssamfundet anses tillhöra Georgien. Den är belägen på floden Stora Liachvis högra strand, nio kilometer nordöst om Tschinvali. Befolkningen utgörs främst av georgier. Till skillnad från större delar av Sydossetien kontrollerades Kurta fortfarande av den georgiska regeringen, och var huvudort för den georgiska administrationen i området, fram till kriget i augusti 2008.